# Plantas en el espacio

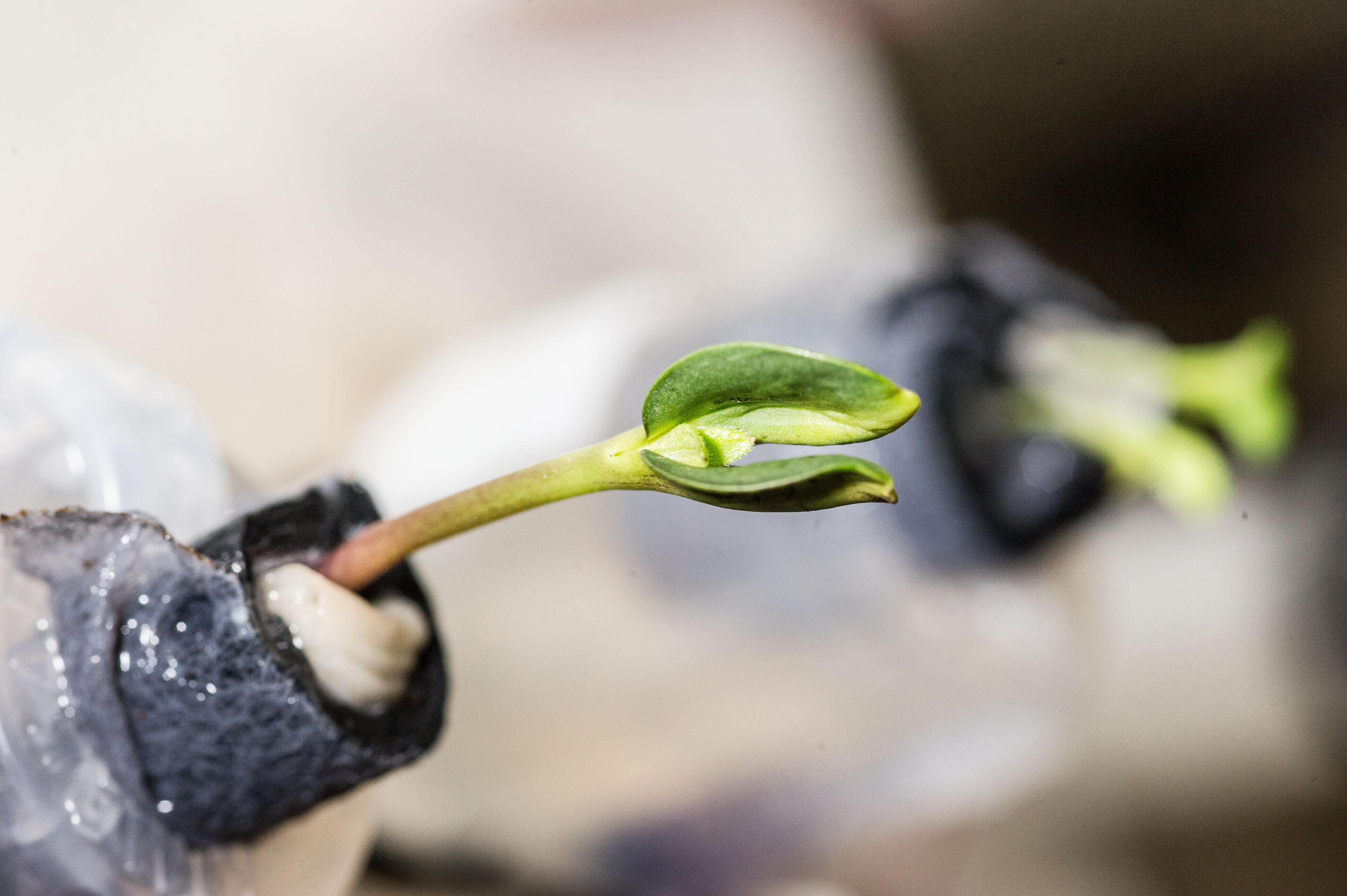
Una planta de girasol joven a bordo de la ISS

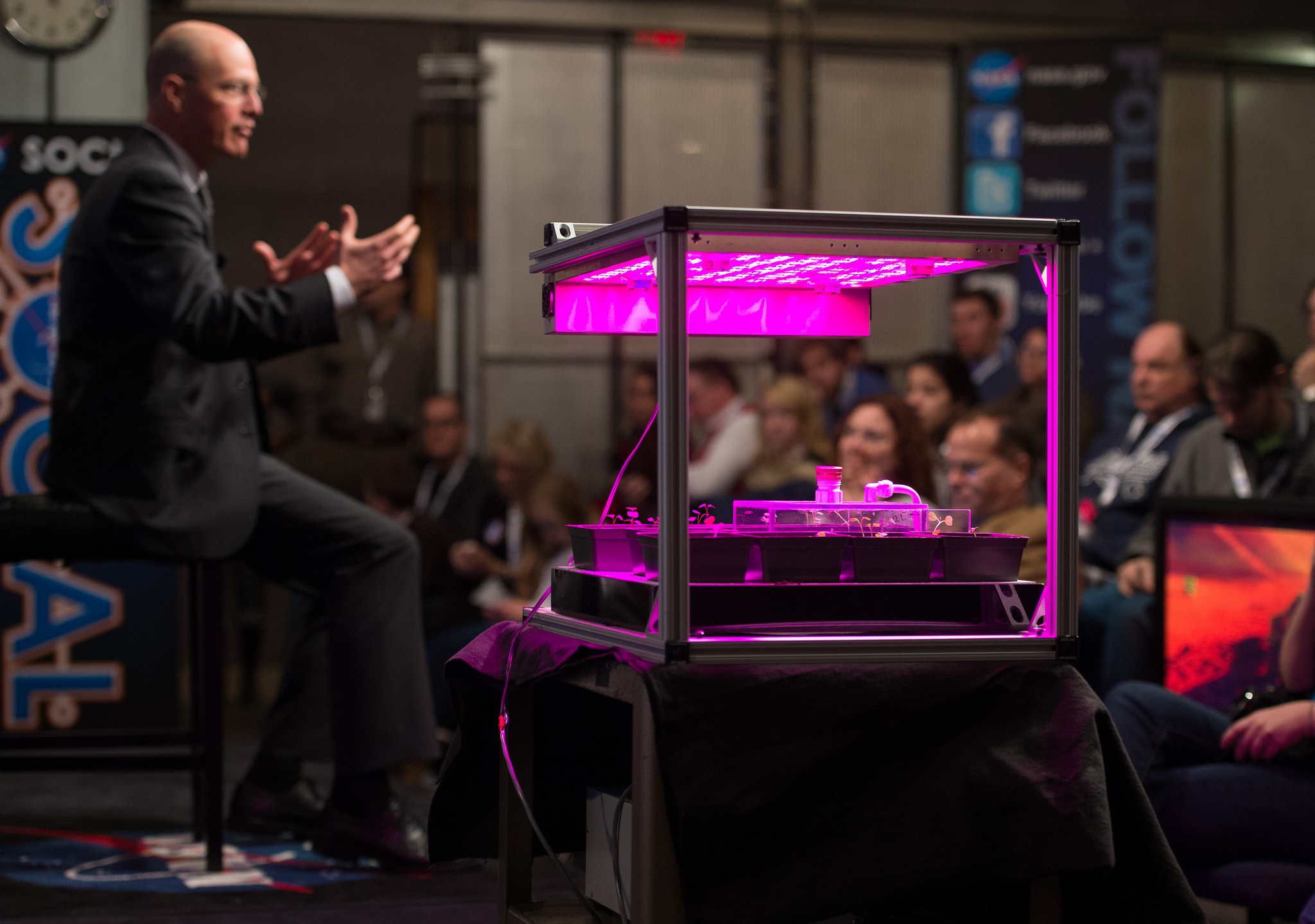
Discusión sobre el sistema de producción de plantas para la ISS

Plantas en el espacio son las plantas crecidas en el espacio exterior. En el contexto del vuelo espacial humano,  pueden ser utilizadas como alimento y/o para refrescar la atmósfera. Las plantas pueden consumir dióxido de carbono y generar oxígeno de regreso, así como ajustar la humedad. Las plantas pueden cultivarse en un jardín espacial. Los aspectos a considerar en su cultivo incluyen las particularidades del crecimiento sin gravedad, y los tipos diferentes de iluminación. La presencia de plantas espaciales puede proporcionar un beneficio psicológico a la tripulación de los vuelos espaciales.

## Listado

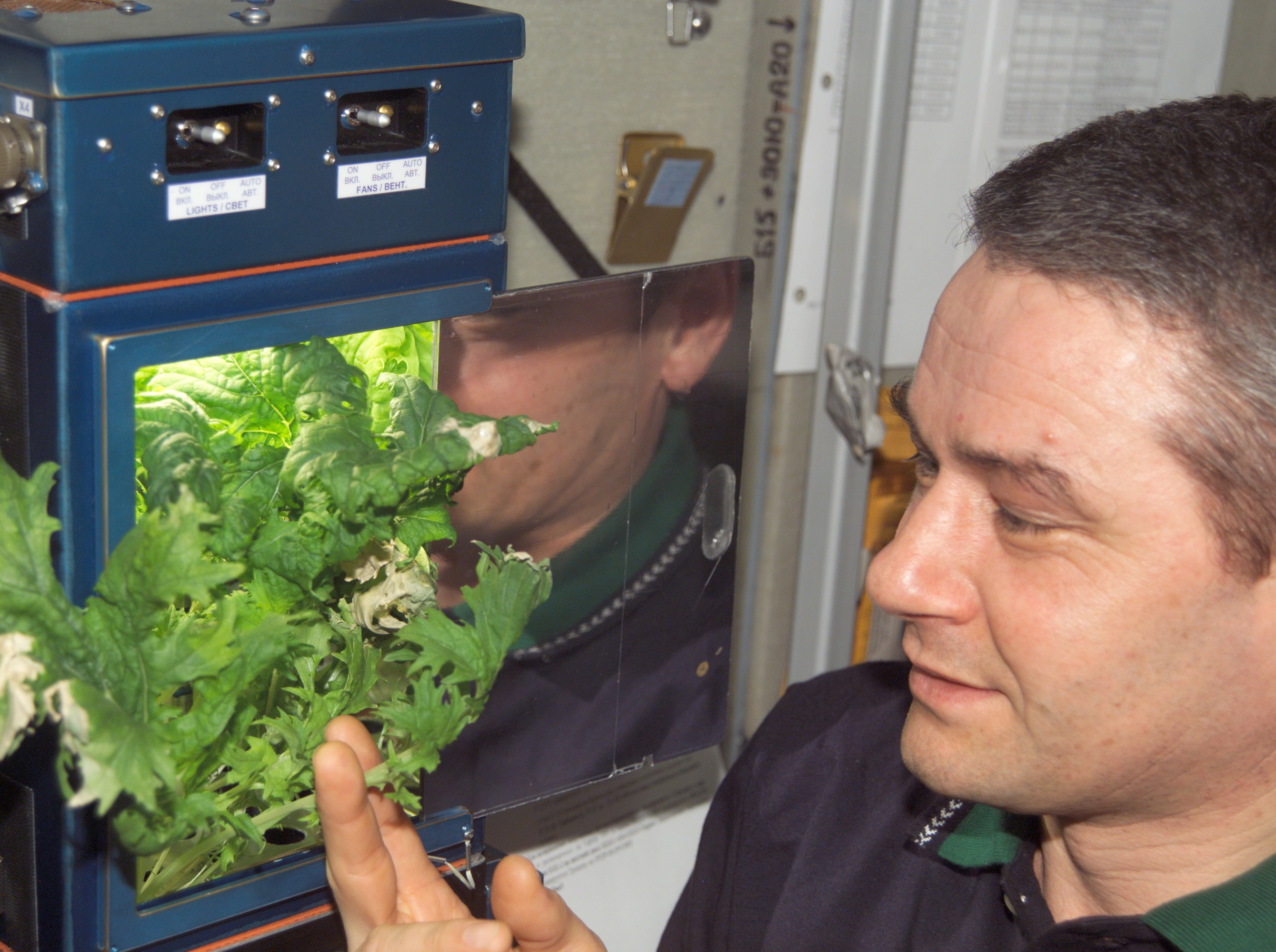
Experimento de cultivado de plantas en la ISS

Ejemplos de plantas cultivadas en el espacio:
- Arabidopsis (Thale cress)[5][6]
- Lechuga Mizuna[4]
- Super trigo enano[3]
- Trigo apogey[3]
- Brassica rapa[3]
- Arroz[7]
- Tulipanes[6]
- Kalanchoe[6]
- Flax[6]
- Cebollas, guisantes, rábanos, lechuga, trigo, ajo, pepinos, perejil, y eneldo[6]
- Lechuga y albahaca de Canela[8]